# نانسي ألين
نانسي ألين (بالإنجليزية: Nancy Allen)‏ (و. 1950 – م) هي ممثلة، وعارضة، وممثلة تلفزيونية، من الولايات المتحدة الأمريكية، ولدت في مدينة نيويورك.

## التعليم
تعلمت في مسرح لي ستراسبرغ ومعهد السينما ‏.

## وصلات خارجية
- نانسي ألين على موقع IMDb (الإنجليزية)
- نانسي ألين على موقع روتن توميتوز (الإنجليزية)
- نانسي ألين على موقع ألو سيني (الفرنسية)
- نانسي ألين على موقع تيرنر كلاسيك موفيز (الإنجليزية)
- نانسي ألين على موقع أول موفي (الإنجليزية)
- نانسي ألين على موقع قاعدة بيانات برودواي على الإنترنت (الإنجليزية)
- نانسي ألين على موقع قاعدة بيانات الأفلام السويدية (السويدية)
- نانسي ألين على موقع إن إن دي بي (الإنجليزية)
- نانسي ألين على موقع قاعدة بيانات الفيلم (الإنجليزية)
- نانسي ألين على موقع كينوبويسك (الروسية)